# Åsta Gudbrandsdatter
Åsta Gudbrandsdatter (tra il 975 e il 980 – tra il 1020 e il 1030) è stata la madre di due re norvegesi, Olaf II di Norvegia e Harald III di Norvegia.
Secondo le saghe, Åsta Gudbrandsdatter proveniva dal Vestfold. Il padre di Åsta era Gudbrand Kula, dell'Oppland. Si ritiene che Åsta sia stata battezzata a Ringerike da Olaf I di Norvegia attorno al 998.
Åsta Gudbrandsdatter si sposò con Harald Grenske (Grenski). Il loro figlio fu Olaf II, noto anche come Olaf il Santo, il quale fu re di Norvegia dal 1015 al 1028.
Dal secondo matrimonio, con Sigurd Syr, nacque Harald III, famoso nella Heimskringla come Harald Hardråde, il quale regnò dal 1047 al 1066.
Secondo le saghe, Åsta e Sigurd ebbero i seguenti figli:
1. Guttorm;
2. Gunnhild, che sposò Ketil Kalv di Ringnes a Stange;
3. Halfdan;
4. Ingerid, che sposò Nevstein, madre di Tore, padre adottivo di re Magnus III di Norvegia;
5. Harald Hardråde, futuro re di Norvegia.